# 德石乡
德石乡，是中华人民共和国四川省凉山彝族自治州盐源县曾经下辖的一个乡。2016年撤销。

## 行政区划
德石乡撤销前下辖以下地区：
德石村、摸鱼村、赶马地村、槽房村和老村子村。